# Komitet Słowiański w Polsce
Komitet Słowiański w Polsce – organizacja społeczno-polityczna powstała w 1945 roku, koncentrowała się na organizowaniu głównie działalności propagandowej, celem umacniania przyjaźni i ścisłego związku narodów słowiańskich z ZSRR.  Komitet Słowiański koordynował prace wszystkich Towarzystw Przyjaźni w Polsce, a ponadto współpracował dla realizacji swych zadań z innymi masowymi organizacjami społecznymi, jak związki zawodowe, organizacje młodzieżowe, Związek Nauczycielstwa Polskiego czy Liga Kobiet. 
W okresie stalinizacji Polski był pierwszą instytucją pracująca nad pieriekowką (przekuwaniem dusz) polskiej historii, będąc jednocześnie filią powołanego w sierpniu 1941 roku w Moskwie Komitetu Wszechsłowiańskiego z udziałem m.in. Aleksieja Tołstoja, Dmitrija Szostakowicza i Wandy Wasilewskiej, a pod przewodnictwem generała Aleksandra Siemionowicza Gundorowa (członek komisji Burdenki) oraz sekretarza generalnego tegoż Komitetu Walentina Władimirowicza Moczałowa. W trakcie I Zjazdu Komitetu Wszechsłowiańskiego w Moskwie rzucono hasło „zespolenia się Słowian do walki z faszyzmem”. Komitet, jak i jego propaganda wspólnoty słowiańskiej były w swojej istocie kamuflażem dla bolszewickiej koncepcji budowy europejskiej federacji komunistycznej. 
W  Polsce  za centrum  tego  ruchu  obrano  Kraków.  W  Krakowie  istniał utworzony jeszcze przed wojną  ośrodek 
nauki  o  Słowiańszczyźnie  skupiony w Instytucie  Słowiańskim  Uniwersytetu  Jagiellońskiego.  Główną rolę wykreowania ruchu  słowianofilskiego  odegrali  rektorzy i profesorowie krakowskich  uczelni z Uniwersytetu  Jagiellońskiego - prof. Tadeusz  Lehr-Spławiński i Tadeusz Stanisław Grabowski oraz  rektor  Akademii  Górniczej – prof.  Walery  Goetel.
We wrześniu 1946 zależność narodowych Komitetów Słowiańskich została wzmocniona ideologicznym nadzorem powołanego w Moskwie Instytutu Słowianoznawstwa Akademii Nauk ZSRR. Na czele Instytutu Słowianoznawstwa AN ZSRR stanęli ludzie bezpośrednio związani  z Komitetem Wszechsłowiańskim, m.in. prof. Griekow i prof. Dierżawin (członek zał. K.W.), oni też poprzez Instytut kształtowali odtąd ideologię ruchu nowosłowiańskiego, nakreślając jego główne cele programowe.  
Właściwe zadaniom instytucje polskie, jak Instytut Badań Literackich PAN, Instytut Słowianoznawstwa PAN, czy IHKM PAN,  
nawiązywały ścisłą współpracę naukową na podstawie umów z delegaturami Instytutu Słowianoznawstwa AN ZSRR (następnie Instytutu Słowianoznawstwa i Bałkanistyki AN ZSRR). Bezpośrednią kontrolę partyjną nad poczynaniami nowo powołanej organizacji w Polsce stanowił udział pioniera Komitetu Wszechsłowiańskiego w Moskwie, członka KC PPR Edwarda Ochaba oraz innych wysokich rangą funkcjonariuszy aparatu PPR w tym Jakuba Bermana. Za kontakty z moskiewską centralą dyspozycyjną odpowiedzialna była Ambasada Polska w Moskwie, którą w okresie działalności Komitetu kierowali Stefan Jędrychowski, Zygmunt Modzelewski, Henryk Raabe, Henryk Wolpe oraz Marian Naszkowski.
Za datę zakończenia działalności Komitetu Słowiańskiego w Polsce przyjmuje się 3 sierpnia 1953 roku.

## Władze Komitetu
Władzami KSwP były Walne Zjazdy Delegatów, Prezydium KSP, Komisja Rewizyjna oraz Sąd Organizacyjny. Ze strony PPR działania Komitetu Słowiańskiego w Polsce były nadzorowane przez Wydział Zagraniczny KC (WZ KC PZPR), oraz odpowiednie wydziały komitetów wojewódzkich tej partii w odniesieniu do oddziałów wojewódzkich Komitetu. Organem prasowym Komitetu Słowiańskiego w Polsce był miesięcznik „Życie Słowiańskie”. W skład kolegium redakcyjnego wchodzili Henryk Świątkowski, Jerzy Woźnicki i Kazimierz Dębnicki

### Historia
Zalecenia organizacyjne w lipcu 1945 roku dla utworzenia Komitetu Słowiańskiego w Polsce przedstawił w Krakowie gen. por. Gundorow. Wkrótce po jego wizycie, powołany został lokalny Komitet Słowiański. Na jego czele stanął prof. Tadeusz Stanisław Grabowski. Równocześnie w Warszawie rozpoczęły się prace nad powołaniem krajowego Komitetu Słowiańskiego. Pierwszą komisję organizacyjną KSwP tworzyli m.in. Władysław Kowalski, min. Henryk Świątkowski, Jan Wiktor, Wiesław Fijałkowski, prof. Jerzy Loth, prof. Stanisław Słoński, prof. Stanisław Pieńkowski, prof. Mieczysław Michałowicz, i płk Edward Ochab. Komisja ta podjęła też decyzję o zwołaniu I Zjazdu Komitetu na 22 i 23 sierpnia 1945. Ostatecznie Komitet Słowiański w Polsce został powołany do życia w czasie trwania I Zjazdu w Warszawie na spotkaniu przedstawicieli świata nauki, oświaty i kultury, działaczy społecznych i politycznych. Komitet został wpisany do Rejestru Stowarzyszeń i Związków na mocy decyzji Prezydenta m. st. Warszawy z dnia 30 stycznia 1946 pod Nr 46

## Członkowie Komitetu
Na szczeblu centralnym zaangażowani byli w prace Komitetu Słowiańskiego bezpośrednio m.in.: 
- prof. Stanisław Arnold (UW),
- Wacław Barcikowski (SD), członek Prezydium KRN,
- płk. Piotr Borowy (PPR),
- Paweł Dąbek (sekretarz),
- Ostap Dłuski (Adolf Langer),
- Stanisław Dobrowolski (PPS),
- prof. Walery Goetel,
- Michał Kaczorowski (PPS),
- prof. Józef Kostrzewski (II zastępca przewodniczącego),
- Bogusław Kożusznik (PPR),
- gen. Władysław Korczyc (PPR),
- Władysław Kowalski (III zastępca przewodniczącego)[20],
- Marian Kubicki,
- prof. Bronisław Kuryłowicz,
- Zygmunt Latoszewski dyrygent Filharmonii Poznańskiej,
- prof. Mieczysław Mulecki,
- Zygmunt Modzelewski ambasador PRL w Moskwie,
- Jan Mulak,
- Zygmunt Mysłakowski (UJ),
- prof. Henryk Batowski (I zastępca przewodniczącego Komitetu),
- Władysław Ożga (PPR),
- Henryk Raabe,
- Wincenty Rzymowski,
- prof. Leon Schiller,
- Henryk Smuga-Ładosz,
- Wiesław Sobierajski,
- Tadeusz Spiss (UJ),
- Henryk Świątkowski,
- prof. Henryk Ułaszyn (UŁ)

W trakcie swojej działalności w prace Komitetu zaangażowała się znaczna część znanych postaci nauki polskiej m.in. jako członkowie Komitetu: 
- prof. Jan Czekanowski,
- Jan Grubecki,
- por. Karol Gruszczyński,
- Jerzy Kornacki,
- prof. Tadeusz Lehr-Spławiński,
- prof. Jerzy Loth,
- Czesław Oraczewski,
- Michał Pankiewicz,
- prof. Kazimierz Piwarski,
- Jan Rabanowski,
- Stanisław Redecki,
- płk. Kazimierz Sidor,
- Zofia Sobierajska[14][18],
- Eugeniusz Szyr,
- Stanisław Trojanowski,
- płk Mieczysław Wągrowski,
- adwokat Stefan Wilanowski,
- Henryk Wyrzykowski (działacz ludowy)

## Krytyka
Oficjalna propagowana idea solidarności wszechsłowiańskiej rozmijała się z sytuacją polityczną w stosunkach między narodami. Na terenie Ukrainy i płd.-wsch. Polski trwały walki z ukraińskimi nacjonalistami, dążącymi do budowy niepodległej Ukrainy. W latach 1941 do 1947 miały również miejsce wysiedlenia i wymiany ludności polskiej z terenów zajętych przez ZSRR oraz ludności ukraińskiej i łemkowskiej w ramach Akcji Wisła. Zmuszano do wyjazdów autochtoniczną ludność z terenu Śląska, Pomorza, Warmii i Mazur. Krytycznie na temat działalności Komitetu wypowiadała się największa polonijna gazeta londyńska „Dziennik Polski i Dziennik Żołnierza”, określająca ruch słowiański w Polsce i jego działaczy mianem „piątej kolumny sowieckiej”. W kręgu polskiej opozycji politycznej najbardziej krytyczne stanowisko zajął Zygmunt Żuławski, w artykule pt. Nacjonalizm i rasizm w warszawskim wydaniu „Gazety Ludowej”, który ostrzegał przed słowiańskim rasizmem.